# Holoblemmus schulthessi
Holoblemmus schulthessi är en insektsart som beskrevs av Bolívar, I. 1925. Holoblemmus schulthessi ingår i släktet Holoblemmus och familjen syrsor. Inga underarter finns listade i Catalogue of Life.